# St Andrews (Schotland)
St Andrews is een plaats en royal burgh in Fife (Schotland), aan de Schotse Noordzeekust. Het heeft ongeveer 18.000 inwoners.
St Andrews staat bekend als the home of golf ("de hoofdstad van golf"). Die naam heeft St Andrews te danken aan de aanwezigheid van The Royal and Ancient Golf Club of St Andrews – een van de oudste golfclubs ter wereld, die tot enige jaren geleden bovendien de officiële regels van het spel opstelde – en van the Old Course, de oudste en meest prestigieuze golfbaan van de zeven golfbanen die in het bezit zijn van en uitgebaat worden door de St Andrews Links Trust. Al sinds de 15de eeuw wordt op de Old Course golf gespeeld.
In St Andrews bevindt zich de oudste universiteit van Schotland, de Universiteit van St Andrews, gesticht in 1410. De universiteit heeft zo'n 8000 studenten. Het wordt beschouwd als de beste universiteit van Schotland en behoort tot de top vijf van beste Britse universiteiten.
De plaats is vernoemd naar Andreas, de patroonheilige van Schotland. Volgens een Schotse middeleeuwse legende vluchtte een monnik, de heilige Regulus, in de 4e eeuw uit Patras naar Schotland met de botten van de heilige Andreas en strandde met zijn schip bij het huidige St Andrews.
|  |

St Andrews was van de 10e eeuw tot de Reformatie het religieuze centrum van Schotland; de bisschop van St Andrews was de primaat van de Schotse Rooms-Katholieke Kerk. De St Andrews Cathedral kwam gereed in 1318 en was lange tijd het grootste gebouw van Schotland. Na de Reformatie bleef er alleen een ruïne van de kathedraal over. De nog bestaande St. Rule's Tower (toren van Sint-Regulus) maakt deel uit van het kathedraalcomplex, hoewel deze ouder dan de kathedraal is.
St Andrews Castle was van de machtige bisschoppen. Het kasteel werd vele malen zwaar beschadigd en weer hersteld. Na de Reformatie verloor het zijn functie en werd de ruïne die het vandaag de dag is.

## Geboren
- Jennifer Van Dyck (23 december 1962), actrice

## Varia
- Op het strand West Sands bij St Andrews werd de openingsscène van de film Chariots of Fire opgenomen. Er staat een plakkaat dat hieraan herinnert.